# Villa Magnaghi
Villa Beretta, Magnaghi è una villa storica che si trova a Marcallo con Casone (Milano).

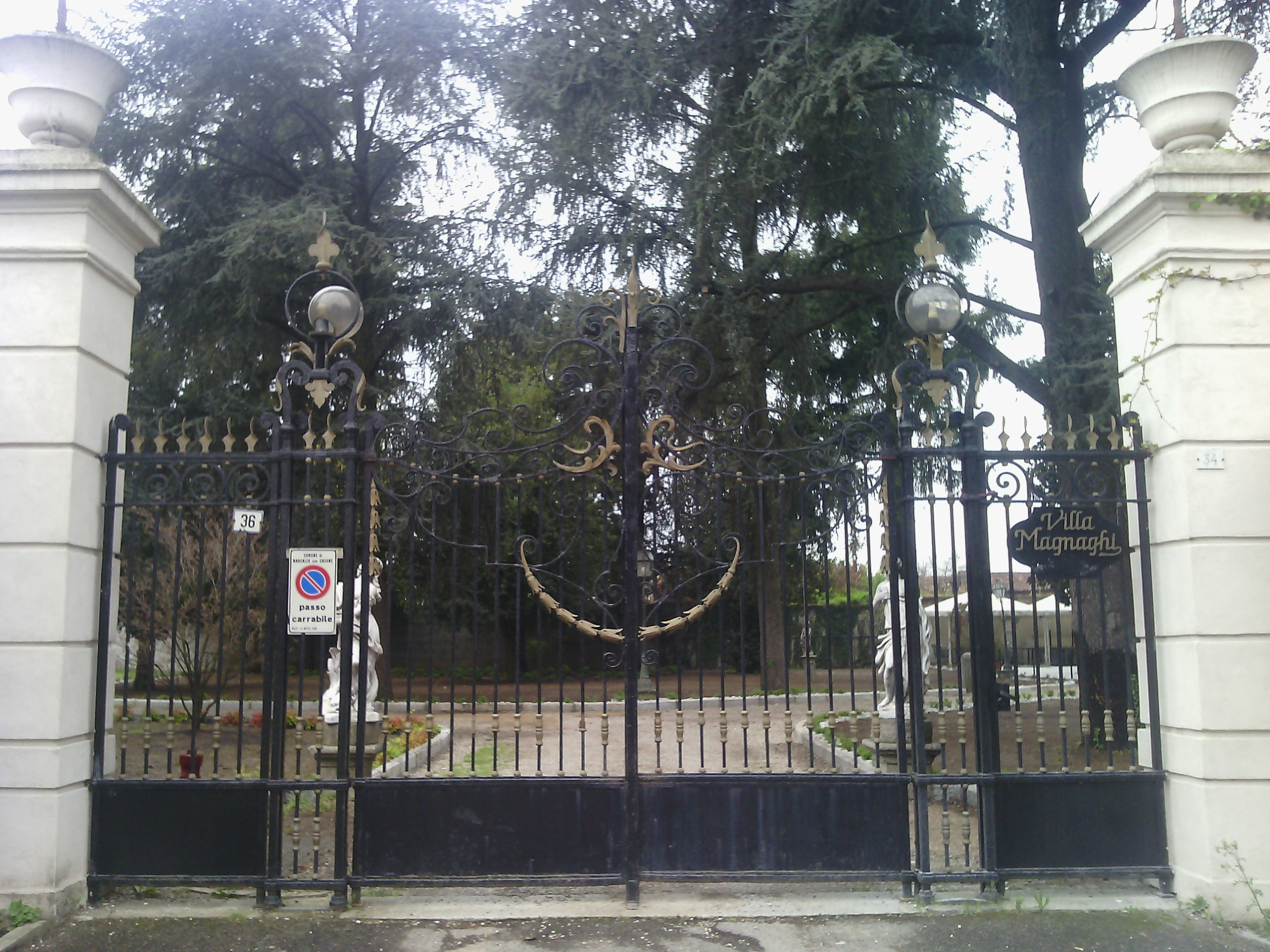
L'elegante cancello della villa

La struttura è quella di una dimora settecentesca, situata a Marcallo con Casone, riadattata in stile neoclassico nell'Ottocento, immersa in un giardino all'inglese con un parco ben curato con la presenza di essenze rare e piante secolari. L'edificio è solenne e si presenta abbastanza ben conservato, anche se alcuni lavori di restauro hanno compromesso parte della struttura interna; si conservano sufficientemente integri i saloni della prima dimora settecentesca con i soffitti a cassettoni e pregevoli decorazioni pittoriche nelle volte e sugli infissi delle sale. La facciata della villa che dà su via Roma, dove insiste l'ingresso di rappresentanza per le carrozze, è stata arricchita da una gradevole loggia esterna, nella cui parte superiore si sviluppa un terrazzo belvedere racchiuso da una balaustra scolpita con originali motivi marmorei. (tratto da: Marcallo con Casone, cenni storici, Biblioteca Comunale, 1995)